# Анелін (гміна Ґарбатка-Летнісько)
Анелін (пол. Anielin) — село в Польщі, у гміні Ґарбатка-Летнисько Козеницького повіту Мазовецького воєводства.
Населення — 94 особи (2011).
У 1975-1998 роках село належало до Радомського воєводства.

## Демографія
Демографічна структура станом на 31 березня 2011 року:
|          | Загалом | Допрацездатний вік | Працездатний вік | Постпрацездатний вік |
| -------- | ------- | ------------------ | ---------------- | -------------------- |
| Чоловіки | 46      | 8                  | 33               | 5                    |
| Жінки    | 48      | 9                  | 25               | 14                   |
| Разом    | 94      | 17                 | 58               | 19                   |